# Listă de orașe din Paraguay
Aceasta este o listă a orașelor din Paraguay.
- Altos
- Aregua
- Arroyos y Esteros
- Asunción (capitala)
- Bahía Negra
- Caacupé
- Caaguazú
- Caazapá
- Capitán Bado
- Caraguatay
- Carapeguá
- Cerro Corá
- Ciudad del Este
- Concepción
- Coronel Oviedo
- Curuguaty
- Curupayty
- Dr. Pedro P. Peña
- Encarnación
- Filadelfia
- Fortín Capitán Demattei
- Fortín Madrejón
- Fortín Zalazar
- Fuerte Olimpo
- Hernandarias
- Hohenhau
- Humaitá
- Independencia
- Itá
- Itauguá
- Iturbe
- Juan Augusto Saldívar
- Lambaré
- La Colmena
- La Rosada
- Lona Plata
- Luque
- Mariscal Estigarribia
- Mayor Pablo Lagerenza
- Nueva Londres
- Nueva Germania
- Pedro Juan Caballero
- Pilar
- Piribebuy
- Pozo Colorado
- Puerto Casado
- Puerto Guarani
- Puerto Pinasco
- Puerto Sastre
- Salto del Guaira
- San Bernardino
- San Estanislao
- San Juan Bautista
- San Juan Nepomuceno
- San Lorenzo
- San Pedro del Ycua Mandiyu
- Toledo
- Trinidad
- Unión
- Valle Mí
- Villa Hayes
- Villarrica
- Ypé-Jhú
- Yaguarón
- Yalve Sanga
- Ybycui
- Ygatimú